# Eric Dane
Eric William Dane (San Francisco, 9 november 1972) is een Amerikaans acteur. Hij is vooral bekend door zijn rol in de serie Grey’s Anatomy als dr. Mark Sloan.

## Biografie
Dane wist dat hij acteur wilde worden nadat hij als tiener in een stuk op school had gespeeld. Al snel verhuisde hij naar Los Angeles om hier door te breken. De eerste jaren gingen moeilijk. Hij kreeg gastrollen in televisieseries, waaronder Saved by the Bell, The Wonder Years, Married... with Children en Roseanne. Hij speelde ook een soort van corrupte surveillance- en security agent in Las Vegas begin seizoen 2.
In 2000 kreeg hij een vaste bijrol in Gideon's Crossing. Niet veel later gebeurde hetzelfde bij de televisieseries Charmed en Grey's Anatomy.
In 2005 was hij in de film Feast te zien, in 2006 in X-Men: The Last Stand. Ook had hij een rol in Open Water 2: Adrift. In Marley & Me speelde hij Sebastian, een vriend van John Grogan (Owen Wilson). Hij speelde in de film Valentine's Day (2010) en hij speelde van 2014 tot 2018 een hoofdrol in de televisieserie The Last Ship.
Sinds 2019 speelt Dane een van de hoofdrollen in de HBO-serie Euphoria.

## Privéleven
Dane is sinds 2004 getrouwd met actrice Rebecca Gayheart, met wie hij twee dochters heeft. In 2018 diende Gayheart een verzoek tot scheiding in maar trok dat in maart 2025 weer in.
In 2008 kreeg Dane huidkanker en in 2011 werd hij opgenomen om af te kicken van pijnstillers. In 2017 werden opnames voor The Last Ship tijdelijk stilgelegd omdat Dane kampte met depressieve klachten. In april 2025 werd bekend dat Dane lijdt aan amyotrofe laterale sclerose (ALS).
- Biblioteca Nacional de España: XX4836348
- Bibliothèque nationale de France: cb16982204m (data)
- Gemeinsame Normdatei: 1062306449
- International Standard Name Identifier: 0000 0000 7827 0044
- Library of Congress Control Number: no2008042348
- MusicBrainz: 8ae852a7-fbfb-41ef-84d7-c585e33b64a5
- Nationale Bibliotheek van Tsjechië: xx0173792
- Nederlandse Thesaurus van Auteursnamen: 392450798
- Système universitaire de documentation: 147515629
- Virtual International Authority File: 100935322
- WorldCat: E39PBJm9fQ8Krk78CPhvyKVHmd